# Im Banne der Rouladenkönigin
Im Banne der Rouladenkönigin ist eine Filmkomödie aus dem Jahr 2012 und der erste Kinofilm des Musiker- und Komikerduos Elsterglanz. Die Darsteller im Film sprechen im Mansfeldischen Dialekt.

## Handlung
Janette ist Kassiererin in einem Eislebener Supermarkt und wird von Gilli umworben, der mit allerhand Tricks ihre Gunst zu gewinnen sucht. Nachdem Janette seine Einladung ausgeschlagen hat, wenden sich Gilli und Sveni an einen Hellseher. Dieser sagt für Gillis Angebetete eine große Zukunft voraus. Bei den anschließenden Recherchen im Eislebener Stadtarchiv stoßen Gilli und Sven auf alte Schriften, die besagen, dass in Eisleben alle hundert Jahre die perfekte Köchin erscheint, welche eben jene Janette ist. Kurz darauf entwickelt Gilli einen tollkühnen Plan, um Janettes Herz zu erobern.
Beim missglückten Versuch, ihren Vater zu beeindrucken, um so dessen Gunst für Gilli zu gewinnen, wird Gilli am Kopf verletzt und ist über mehrere Monate bewusstlos. Als er aus der Bewusstlosigkeit erwacht, stellt er fest, dass Janette währenddessen zur Berühmtheit avanciert ist und den Typen geheiratet hat, dem er noch eine Autotür nach einem gescheiterten Versuch der „Warschauer Wippe“ schuldet.

## Produktion
Der Film wurde mit einem vergleichsweise schmalen Budget von rund 20.000 Euro produziert. Als Finanziers, Kameramänner, Produzenten, Regisseure, Darsteller und Cutter stellen Gilbert Rödiger und Sven Wittek den Großteil des Filmstabs dar. Gedreht wurde mit einer 5000-Euro-Spiegelreflexkamera in Lutherstadt Eisleben und dem Mansfelder Land. Zu den Drehorten zählen unter anderem das Rathaus und das Stadtarchiv der Lutherstadt Eisleben, die Netto-Filiale in der Halleschen Straße in Eisleben, die Eislebener Filiale der Firma „Ihr Autoglaser“, das Grundstück der Firma „BARES GmbH“ in Siersleben, die Kneipe „Gaststätte Zum Singvogel“, das Hotel Graf von Mansfeld sowie die Wohngrundstücke von Gilbert Rödiger und Sven Wittek.
Aufgrund der eigenständigen und regionalen Produktion, wird die Komödie sowohl als Independent- als auch als Heimatfilm eingeordnet. Der Film erhielt keine Förderungen und alle Mitwirkenden stammen aus Sachsen-Anhalt, auch Catering, Kostüme und Maske übernahmen Firmen aus der Region.
Im Film spielt Andreas Mann, ehemaliger Moderator des Nachrichtenmagazins Sachsen-Anhalt heute des MDR, sich selbst. Zudem sind alle aktuellen Mitglieder der mit Elsterglanz befreundeten Metal-Band My Insanity in kleinen Rollen zu sehen.

## Aufführung
Am 13. April 2012 hatte der Film im Wiesenhaus in Eisleben seine Premiere. Nachdem der Film die ersten sieben Wochen nicht in Kinos, sondern eigenorganisiert in verschiedenen Konzerthallen Mitteldeutschlands zu sehen war, wurde er ab dem 7. Juni 2012 in den Kinos der UCI-, Cinemaxx- und Cinestar-Kinokette sowie in regionalen Kinos in allen größeren Städten in den Neuen Bundesländern, Berlin sowie in Dortmund, Hannover und Oberhausen aufgeführt.